# Dipartimento del Sempione
Dipartimento del Sempione (in francese Département du Simplon sɛ̃.plɔ̃) era il nome di un dipartimento del Primo Impero francese. Venne annesso da Napoleone Bonaparte alla Francia il 13 dicembre 1810. Il nome era dovuto al Passo del Sempione. Situato oggi nella Svizzera meridionale, aveva come capitale Sion.

## Suddivisione amministrativa
Il dipartimento era suddiviso nei seguenti arrondissement e cantoni (situazione al 1812):
- Arrondissement di Sion, cantoni: Hérémence, Leuk (Loèche), Sierre e Sion.
- Arrondissement di Briga (Brigue), cantoni: Briga (Brigue), Goms (Conches), Mörel (Mœrel), Raron (Rarogne) e Visp (Viège).
- Arrondissement di Saint-Maurice, cantoni: Entremont, Martigny, Monthey e Saint-Maurice.

Nel 1812 aveva una popolazione di 65 500 abitanti, con una superficie di circa 500 000 ettari (5000 km²).